# (8617) 1980 PW
(8617) 1980 PW (1980 PW, 1950 TO, 1984 SE5) — астероїд головного поясу, відкритий 6 серпня 1980 року.
Тіссеранів параметр щодо Юпітера — 3.478.